# Karl August Magnussen
Karl August Magnussen (* 21. April 1915 in Søllerød; † 10. April 1966 in Gentofte) war ein dänischer Radrennfahrer und nationaler Meister im Radsport.

## Sportliche Laufbahn
Magnussen startete für den Verein DBC Kopenhagen. Er war Teilnehmer der Olympischen Sommerspiele 1936 in Berlin. Bei den Spielen bestritt er mit dem Vierer Dänemarks die Mannschaftsverfolgung, sein Team belegte den 8. Platz. Im Sprint belegte er den 5. Rang.
1936 gewann er den nationalen Titel im Punktefahren vor Erik Friis und wurde Vize-Meister im Sprint hinter Heino Dissing. 1937 bis 1949 fuhr er als Berufsfahrer. Er siegte 1947 in der nationalen Meisterschaft im Sprint bei den Profis.

## Berufliches
Beruflich war er als Maschinist tätig, später leitete er eine Metallfabrik.